# Bryum
Bryum Hedw., 1801 è un genere di muschi della famiglia delle Briacee.

## Tassonomia
Il genere comprende le seguenti specie:
- Bryum acuminatissimum (Müll. Hal.) Broth.
- Bryum acutifolium (Thér.) Arts
- Bryum afrocalophyllum P. de la Varde
- Bryum alandense Bom.
- Bryum albopulvinatum Müll. Hal.
- Bryum albulum Mitt.
- Bryum altaicum Broth.
- Bryum amblyacis Müll. Hal.
- Bryum amentirameum Dixon
- Bryum anomodon Mont.
- Bryum apalodictyoides Müll. Hal.
- Bryum arachnoideum Müll. Hal.
- Bryum argenteum Hedw.
- Bryum argentisetum Müll. Hal.
- Bryum atrovirens Brid.
- Bryum auratum Mitt.
- Bryum austroturbinatum Müll. Hal.
- Bryum baeuerlenii Müll. Hal.
- Bryum bavaricum Warnst.
- Bryum bharatiense W.U. Rehman, K. Gupta & Bast
- Bryum billetii Besch.
- Bryum blindii Bruch & Schimp.
- Bryum borellii Broth.
- Bryum botterii C. Mohr ex Müll. Hal.
- Bryum bourgeanum Cardot
- Bryum brachycladulum Müll. Hal.
- Bryum brevicoma Hampe
- Bryum bulbigerum M. Fleisch.
- Bryum bulbillicaule Müll. Hal.
- Bryum bullosum Müll. Hal. ex Broth.
- Bryum cadetii Bizot & Onr.
- Bryum calobryoides J.R. Spence
- Bryum campoanum Thér.
- Bryum campylopodioides Müll. Hal.
- Bryum capillatum Vill. ex Brid.
- Bryum capituliforme Warnst.
- Bryum carbonicola Müll. Hal.
- Bryum challaense Broth.
- Bryum chryseum Mitt.
- Bryum cognatum Mitt.
- Bryum colombi Meyl.
- Bryum coloradense Kindb.
- Bryum conoideo-operculatum Warnst.
- Bryum crassimucronatum H. Philib.
- Bryum cremocarpum Laz.
- Bryum crozetense Kaal.
- Bryum deciduum J.J. Amann
- Bryum defractum Müll. Hal.
- Bryum delitescens Cardot
- Bryum denticulatinervium Ochi
- Bryum depressum Müll. Hal. ex Broth.
- Bryum diaphanum Müll. Hal.
- Bryum dimorphum (Müll. Hal.) Broth.
- Bryum dissolutinerve Müll. Hal.
- Bryum dixonii Cardot ex W.E. Nicholson
- Bryum dongolense Brizi
- Bryum dyffrynense Holyoak
- Bryum ekmanii Thér.
- Bryum elegantulum Lorentz
- Bryum ellipticifolium Brizi
- Bryum elwendicum Fehln.
- Bryum encalyptaceum Müll. Hal.
- Bryum erythrotropis Müll. Hal.
- Bryum euryphyllum Dixon & P. de la Varde
- Bryum evanidinerve Broth.
- Bryum fabronia Müll. Hal.
- Bryum falcatum (Besch.) Müll. Hal.
- Bryum felipponei Thér.
- Bryum flaccidifolium Dixon
- Bryum flagellans Müll. Hal.
- Bryum flagellicoma Müll. Hal.
- Bryum flavipes Müll. Hal.
- Bryum formosum Mitt. ex E.S. Salmon
- Bryum francii Thér.
- Bryum funckiioides J. Froehl.
- Bryum fuscescens Rota
- Bryum fuscomucronatum Müll. Hal.
- Bryum fuscotomentosum Demaret & V. Leroy bis
- Bryum gamophyllum Müll. Hal.
- Bryum garovaglii De Not.
- Bryum gemmatum Müll. Hal.
- Bryum germainii Demaret & V. Leroy bis
- Bryum gilliesii Hook.
- Bryum gjaidsteinense Schlüsslmayr
- Bryum glacierum Y.Y. Liu & Y.Huan Wu
- Bryum gracilisetum Hornsch.
- Bryum gynostomoides P. Beauv.
- Bryum gyoerffianum Györffy ex Podp.
- Bryum haematoneurum Müll. Hal.
- Bryum hatcheri Dusén
- Bryum hauthalii Müll. Hal.
- Bryum hedbergii P. de la Varde
- Bryum hioramii Thér.
- Bryum illecebraria Müll. Hal.
- Bryum innovans H.A. Crum
- Bryum insolitum Cardot
- Bryum jamaicense Syed
- Bryum joannis-meyeri Müll. Hal.
- Bryum kashmirense Broth.
- Bryum kikuyuense (Broth. & Thér.) N. Pedersen
- Bryum lamii Reimers
- Bryum lamprostegum Müll. Hal.
- Bryum lanatum (P. Beauv.) Brid.
- Bryum latilimbatum Cardot
- Bryum leonii Thér.
- Bryum lepidum Wilson
- Bryum leptocaulon Cardot
- Bryum leptoglyphodon H. Philib.
- Bryum leptospeiron Müll. Hal. ex Besch.
- Bryum leptotorquescens Müll. Hal. ex Broth.
- Bryum leptotrichum Müll. Hal.
- Bryum leucoglyphodon H. Philib.
- Bryum leucophylloides Broth.
- Bryum limbifolium Broth. & Watts
- Bryum lonchophyllum Broth.
- Bryum lonchopus Broth. & Paris
- Bryum lorentzii Schimp.
- Bryum ludovicae Broth. & Paris
- Bryum macroblastum Müll. Hal.
- Bryum macrodictyum Warnst.
- Bryum mairei Copp.
- Bryum megalacrion Schwägr.
- Bryum mendax Podp.
- Bryum mesodon J.J. Amann
- Bryum microcapillare Müll. Hal.
- Bryum microcochleare Dixon & Badhw.
- Bryum microimbricatum Ochi
- Bryum micronitidum Ochi
- Bryum mieheanum Ochi
- Bryum minusculum Müll. Hal.
- Bryum minutirosatum Müll. Hal.
- Bryum minutissimum Müll. Hal.
- Bryum mirabile Müll. Hal.
- Bryum miserum Cardot
- Bryum mollifolium H. Philib.
- Bryum molliusculum Podp.
- Bryum mucronifolium H. Philib.
- Bryum multiflorum Müll. Hal.
- Bryum nanocapillare Müll. Hal. ex Brizi
- Bryum nanophyllum Müll. Hal.
- Bryum neelgheriense Mont.
- Bryum oamaruanum R. Br. bis
- Bryum obliquum Müll. Hal.
- Bryum oblongum Lindb.
- Bryum obscurum Vill. ex Brid.
- Bryum ochianum Redf. & B.C. Tan
- Bryum oophyllum Müll. Hal.
- Bryum orthocladum Bruch & Schimp. ex Müll. Hal.
- Bryum orthodontioides Müll. Hal.
- Bryum osculatianum De Not.
- Bryum oxycarpum J.J. Amann
- Bryum pabstianum Müll. Hal.
- Bryum pallidoviride Cardot
- Bryum pamirense H. Philib. ex Broth.
- Bryum pamiricomucronatum H. Philib. ex Broth.
- Bryum pancheri A. Jaeger
- Bryum papuanum Dixon
- Bryum paraguense Besch.
- Bryum patzeltii Podp.
- Bryum pedemontanum I. Hagen
- Bryum peralatum P. de la Varde
- Bryum perdecurrens E.B. Bartram
- Bryum perminutum Müll. Hal.
- Bryum perrieri Thér.
- Bryum petelotii Thér. & R. Henry
- Bryum phallus Müll. Hal.
- Bryum platense Müll. Hal.
- Bryum platyphyllum (Schwägr.) Müll. Hal.
- Bryum pocsii Bizot
- Bryum posthumum Müll. Hal.
- Bryum procerum Schimp. ex Besch.
- Bryum prosatherum Podp.
- Bryum pseudoblandum T.J. Kop. & D.H. Norris
- Bryum pseudomicron Müll. Hal.
- Bryum pseudopachytheca Müll. Hal.
- Bryum pungentifolium Müll. Hal.
- Bryum purpuratum Müll. Hal.
- Bryum purpureolucidum J. Froehl.
- Bryum purpureonigrum Duby
- Bryum pycnodictyum Müll. Hal.
- Bryum pygmaeomucronatum H. Philib.
- Bryum pygmaeum Müll. Hal.
- Bryum pyrrhothrix Müll. Hal.
- Bryum rapaense E.B. Bartram
- Bryum rectifolium E.B. Bartram
- Bryum recurvulum Mitt.
- Bryum redboonii Donat
- Bryum remelei Müll. Hal.
- Bryum retusifolium Cardot & P. de la Varde
- Bryum rhexodon I. Hagen
- Bryum rhizoblastum Cardot & Broth.
- Bryum rhypariocaulon Müll. Hal.
- Bryum riparioides E.B. Bartram
- Bryum riparium I. Hagen
- Bryum rivale Müll. Hal.
- Bryum roscheri Lorentz
- Bryum rosulans Müll. Hal.
- Bryum rubescens Cardot
- Bryum rubicundum Müll. Hal.
- Bryum rubrocostatum Müll. Hal.
- Bryum rudimentale B.H. Allen
- Bryum rufolimbatum Renauld & Cardot
- Bryum runmaroeense Arnell
- Bryum russulum Broth. & Geh.
- Bryum sabuletorum Cardot & Broth.
- Bryum salakense Cardot
- Bryum sandii Dozy & Molk.
- Bryum savesii Müll. Hal.
- Bryum savondroninicus O'Shea
- Bryum sclerodictyon Dixon
- Bryum semirubrum Müll. Hal.
- Bryum serpillifolium Thouars
- Bryum sinense Mohamed
- Bryum sinuosum Ryan
- Bryum skottsbergii Cardot & Broth.
- Bryum soboliferum Taylor
- Bryum sordidum Hampe
- Bryum spinifolium H. Philib.
- Bryum splachnobryoides Müll. Hal.
- Bryum splendidifolium Müll. Hal.
- Bryum srilankenese Mohamed
- Bryum stellituber Arts
- Bryum stenophyllum Dixon
- Bryum subargenteum Hampe
- Bryum subclavatum Thér.
- Bryum subgracillimum Thér.
- Bryum subleucophyllum Müll. Hal.
- Bryum subpercurrente Thér.
- Bryum subprostatum Müll. Hal.
- Bryum subrotundifolium A. Jaeger
- Bryum svihlae E.B. Bartram
- Bryum taimyrense Broth. & Bryhn
- Bryum taitae Müll. Hal.
- Bryum taoense Thér.
- Bryum tenuidens Dixon & Sainsbury
- Bryum tepintzensa Besch. ex Müll. Hal.
- Bryum terskeiense Paris
- Bryum thomeanum P. de la Varde
- Bryum tisserantii P. de la Varde
- Bryum tjiburrumense M. Fleisch.
- Bryum torquatum Mohamed
- Bryum uvidum Cardot & Broth.
- Bryum vernum H. Philib.
- Bryum veronense De Not.
- Bryum viguieri Thér.
- Bryum voeltzkowii Broth.
- Bryum vulcanicum (Brid.) Brid.
- Bryum wagneri Müll. Hal.
- Bryum wallaceanum Müll. Hal.